# نانسی گرین

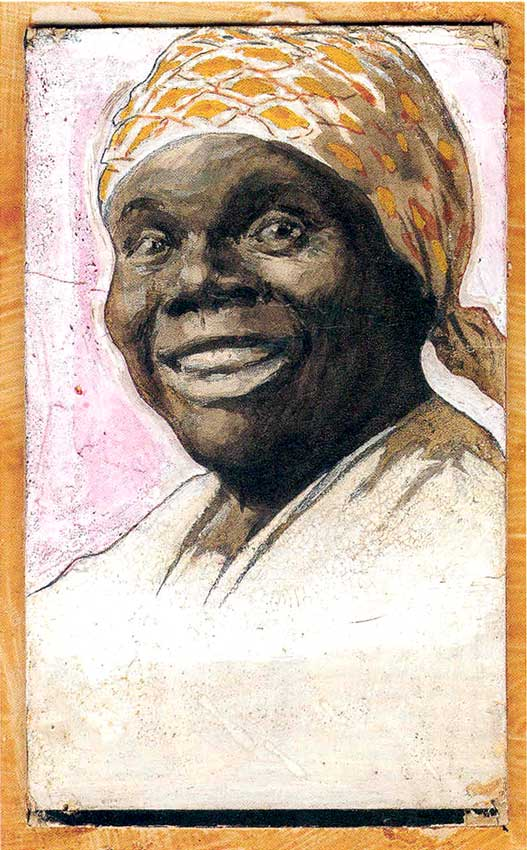
پرتره گرین به عنوان خاله جیمیما، توسط AB Frost

نانسی گرین (هفدهم نوامبر 1834 – ۳۰ اوت 1923) داستان‌نویس، آشپز و فعال اجتماعی بود و اولین مدل از چندین مدل سیاه‌پوستان آمریکا است که برای تبلیغ یک مارک تجاری به عنوان " آنت جیمیما " استخدام شد.